# Individuele en groepsrechten
Groepsrechten, ook bekend als collectieve rechten, verwijzen naar rechten die toebehoren aan een groep als geheel, in tegenstelling tot individuele rechten die specifiek aan individuele personen toebehoren. Hoewel bepaalde rechten soms weliswaar worden toegekend aan specifieke groepen, blijven ze toch gebaseerd op de rechten van de individuele leden zelf. In de loop van de geschiedenis zijn groepsrechten vaak gebruikt om individuele rechten te schenden en te vergemakkelijken. Dit concept blijft echter onderwerp van controverse.

## Organisatiegroeprechten
Naast groepsrechten die gebaseerd zijn op de onveranderlijke kenmerken van individuele leden, bestaan er ook groepsrechten die gericht zijn op organisaties zoals natiestaten, vakbonden, bedrijven, handelsverenigingen, kamers van koophandel, specifieke etnische groepen en politieke partijen. Deze organisaties worden bevoegdheden toegekend die specifiek betrekking hebben op hun benoemde functies en hun vermogen om namens hun leden te handelen. Dit betekent bijvoorbeeld dat een bedrijf namens al zijn klanten of werknemers met de overheid kan spreken, of dat een vakbond namens alle werknemers in een bedrijf met de werkgevers kan onderhandelen over arbeidsvoorwaarden.

## Filosofieën
Volgens de politieke opvattingen van klassieke liberalen en sommige rechts-libertariërs beperkt de rol van de overheid zich tot het identificeren, beschermen en handhaven van de natuurlijke rechten van het individu. Ze streeft ook naar rechtvaardige remedies in geval van overtredingen. Liberale regeringen die individuele rechten respecteren, implementeren vaak systemische controles om deze rechten te waarborgen, zoals eerlijke juridische procedures in het strafrecht.
Sommige collectieve rechten, zoals het recht op 'zelfbeschikking van volkeren' zoals vastgelegd in hoofdstuk I, artikel I van het Handvest van de Verenigde Naties, stellen het establishment in staat om deze individuele rechten te handhaven. Volgens critici zijn deze twee concepten onlosmakelijk met elkaar verbonden en verwerpen zij de bewering dat ze elkaar uitsluiten.
In 1776 beschreef Adam Smith in zijn boek "An Inquiry into the Nature and Causes of the Wealth of Nations" het recht van elke opvolgende generatie, als collectief, op de aarde en alles wat deze bevat. De Onafhankelijkheidsverklaring van de Verenigde Staten benoemt verschillende groeps- en collectieve rechten van zowel het volk als de staten, zoals het recht van het volk om de regeringsvorm te veranderen of af te schaffen, en het recht van de staten om oorlog te voeren, vrede te sluiten, allianties aan te gaan en andere soevereine daden te verrichten.
De Nederlandse rechtsfilosoof Hugo Krabbe (1908) schetste het verschil tussen het gemeenschaps- en individuele perspectief.

Zo ontstaan er dus twee soorten perspectieven op de staat uit de geschiedenis van de staatsleer. Dat van de oudheid beschouwt de gemeenschap als een vanzelfsprekend natuurlijk gegeven, ziet in haar een wezen van de meest volledige realiteit, drager van alle cultureel leven, en vereist geen verdere rechtvaardiging dan het bestaan van de Zon. En er kan ook geen sprake zijn van het verlenen van rechten hier, omdat het enige wezen van wie die rechten zouden kunnen komen, het individu is, die zijn bevoegdheid precies ontleent aan het behoren tot de gemeenschap, en alleen daaruit. Hier tegenover staat het concept van de staat vanuit de school van het natuurrecht, die het individu als uitgangspunt neemt, zijn natuurlijke vrijheid als een recht bevestigt, de gemeenschap creëert vanuit zijn wil en haar voorziet van rechten die van hem afkomstig zijn. Ter samenvatting,
aan de ene kant is de gemeenschap primair, met haar eigen oorspronkelijke recht, en het individu secundair, met zijn rechten die voortkomen uit de gemeenschap;
aan de andere kant is het individu primair, met alle inhoud van zijn natuurlijke vrijheid als een recht, en de gemeenschap is secundair, een product van individuele wil en dus afhankelijk van hem in bevoegdheid.

## Verder lezen
- Barzilai, Gad (2003), Gemeenschappen en recht: politiek en culturen van juridische identiteiten . De Universiteit van Michigan Press, 2003. Tweede druk 2005.